# TinyMe
TinyMe — облегчённый дистрибутив Linux, созданный на основе PCLinuxOS. Предназначен для использования на старых компьютерах, или же в качестве инстументария разработчика для быстрой и минимальной инсталляции. Рабочий стол по умолчанию — Openbox. Система управления пакетами — RPM с использованием APT.
Выпускается в виде LiveCD-дистрибутивов.